# Lepechiniella
Lapechiniella es un género de plantas con flores perteneciente a la familia Boraginaceae. Comprende 23 especies descritas y de estas, solo 3 aceptadas.

## Descripción
Son hierbas perennes o anuales. Cáliz 5-partidos en lóbulos obtusos. Corola ± acampanado con un tubo amplio corto. Núculas diversamente unidas a ginobase,  con un margen de alas enteras o dentadas.

## Taxonomía
El género fue descrito por Mijaíl Popov y publicado en Flora URSS 19: 387, 623. 1953.

## Especies aceptadas
A continuación se brinda un listado de las especies del género Lepechiniella aceptadas hasta septiembre de 2013, ordenadas alfabéticamente. Para cada una se indica el nombre binomial seguido del autor, abreviado según las convenciones y usos.
- Lepechiniella inconspicua (Brand) Riedl
- Lepechiniella microcarpa (Boiss.) Riedl
- Lepechiniella sarawschanica Popov